# Diuris brumalis
Espèce
Diuris brumalis est une espèce de plantes de la famille des Orchidaceae.
Il est endémique au sud-ouest de l'Australie-Occidentale.
Il est haut de 20 à 50 cm. Les fleurs sont jaunes et brunes et apparaissent de juin à août dans son territoire d'origine.